# Кам'янка (Куп'янський район)
Ка́м'янка — село в Україні, у Дворічанській селищній громаді Куп'янського району Харківської області. Населення становить 11 осіб. До 2020 орган місцевого самоврядування — Кам'янська сільська рада.
Село було окуповане російськими військами 24 лютого 2022 року. З 20 жовтня село звільнене від російських загарбників.

## Географія
Село Кам'янка знаходиться на правому березі річки Оскіл, є міст, на протилежному березі розташоване село Лиман Другий, село розрізає балка Яр Кам'яний, біля села розташовані лісові масиви урочище Двуруб та урочище Двурубчик (дуб).
Відстань до центру громади становить близько 23 км і проходить автошляхом місцевого значення.

## Назва
Назва походить від річки Кам'янки, яка протікала через село.

## Історія
1679 року ця місцевість стала частиною Ізюмської оборонної лінії. 
7 (20) листопада 1917 року, відповідно до.Третього Універсалу Української Центральної Ради, увійшло до складу Української Народної Республіки. 

Кам'янський і Топольський перелази на мапі річки Оскіл XVII століття

Під час організованого радянською владою Голодомору 1932—1933 років помер щонайменше 251 житель села.
12 червня 2020 року, відповідно до Розпорядження Кабінету Міністрів України  № 725-р «Про визначення адміністративних центрів та затвердження територій територіальних громад Харківської області», увійшло до складу Дворічанської селищної громади.
19 липня 2020 року, в результаті адміністративно - територіальної реформи та ліквідації Дворічанського району, село увійшло до складу Куп'янського району Харківської області.
7 лютого 2023 року окупанти обстріляли село

## Економіка
- Кам'янське лісництво.
- Агроліга, ТОВ.

## Об'єкти соціальної сфери
- Школа
- Спортивний майданчик
- Клуб
- Амбулаторія сімейної медицини
- Поштове відділення
- Бібліотека

## Пам'ятки
- «Дворічанський національний природний парк». Парк виконує функцію вивчення, збереження та відтворення унікальних природних крейдяних комплексів, розташованих вздовж правого берега річки Оскіл.
- Неподалік Кам'янки розташований ботанічний заказник місцевого значення «Червоний».[9]

## Відомі люди
У селі народилися
- український гідротехнік Іван Шовгенів, батько Олени Теліги.
- Булахова Лідія Олександрівна (* 1928) — український лікар-психіатр, доктор медичних наук, професор.